# Holcocera annulipes
Holcocera annulipes é uma espécie de mariposa do gênero Holcocera pertencente à família Coleophoridae.